# (204973) 1993 SN9
1993 أس أن 9 (ويعرف أيضًا باسم (204973) 1993 أس أن 9 وفق تسمية الكوكب الصغير) (بالإنجليزية: 1993 SN9)‏ هو كويكب ضمن حزام الكويكبات؛ وترتيبه 204973 من حيث الاكتشاف.
اكتُشف هذا الجُرم الفلكي بواسطة إيريك والتر إلست في 22 سبتمبر 1993.

## وصلات خارجية
- (204973) 1993 SN9 في قاعدة بيانات مختبر الدفع النفاث لأجرام النظام الشمسي الصغيرة

- الاكتشاف · مخطط المدار ·  العناصر المدارية · المعلمات المادية

- (204973) 1993 SN9 على موقع ويكي سكاي: DSS2, SDSS, GALEX, IRAS, Hydrogen α, X-Ray, Astrophoto, Sky Map, Articles and images